# Lịch sử Đức đầu thời kỳ Trung cổ

## Triều đại Mérovingiens (500-751)
Ở xứ Gaul, sự đồng hóa giữa xã hội La Mã và Đức xảy ra nhanh chóng. Năm 486, Clovis, một người Salian thuộc tộc Frank được cho là có quan hệ với một người anh hùng trong thần thoại là Merovesh, đã trở thành người có quyền lực cao nhất ở xứ Gaul sau khi chiến thắng lần lượt người La Mã, các bộ tộc Frank khác và thiết lập triều đại Mérovingiens trên lãnh thổ xứ Gaul. Ngày 25/12/498, vua Clovis được Thánh Remi rửa tội tại thành Reims (thuộc Pháp ngày nay). Ông tự xưng là người bảo vệ đức tin Cơ Đốc giáo chống lại những ông vua người German khác vì họ theo giáo phái Arius (phủ nhận bản chất thần thánh của Jesus), đánh dấu sự liên kết giữa giáo hội Thiên chúa giáo và quốc gia của người Frank. Suốt thời kì thống trị của mình, các vị vua Mérovingiens đã buộc người German cải theo đạo Thiên chúa. Tuy nhiên, 250 năm tồn tại của vương triều này chỉ được ghi nhớ bởi những cuộc nội chiến liên miên qua các đời vua dẫn đến sự sụp đổ của nó vào năm 751. Từ năm 687, Pépin II, thừa tướng của vương quốc Australie đã nắm quyền lãnh đạo vương quốc của người Frank, các ông vua của dòng họ Mérovingiens chỉ còn nắm quyền lực tượng trưng. Đến năm 751, Pépin le Bref đã phế truất Childeric III, ông vua cuối cùng của dòng họ Mérovingiens, tự xưng làm vua, sau đó được Thánh Boniface (675-754) làm lễ đăng quang. Thánh Boniface cũng đã đi vào lịch sử với tư cách là người sáng lập Đạo cơ đốc tại Đức.

## Triều đại Carolingian (752-911)
Năm 756, sau khi đánh bại và giết chết Aistolph, vua người Lombard, Pépin thực hiện lời hứa của mình với Giáo hoàng từ năm 754 là sẽ "tặng" cho tòa thánh các vùng lãnh thổ lấy được từ tay người Lombard. Kể từ đó, tầng lớp quý tộc tăng lữ ra đời. Dần dần những tầng lớp quý tộc ấy có đặc quyền, tạo thành dẳng cấp quý tộc. Họ có quyền lực đối với các vương quốc và đã chi phối cả châu Âu thời Trung đại.
Năm 771, Charlemagne, hay còn được gọi là Karl Đại Đế, sau một thời gian trị vì cùng em trai là Carloman từ năm 768, bắt đầu quá trình cai trị một mình vương quốc của người Frank sau cái chết của em trai. Triều đại của ông luôn bận bịu với những cuộc chiến tranh kéo dài, những cuộc thập tự chinh tôn giáo. Ông đã lần lượt chinh phục Bavaria (năm 787), chiếm cứ xứ Lombardy (năm 774) và xứ Saxony (năm 804), xây dựng kinh đô của mình ở Aix-la-Chapelle. Trung tâm của vương quốc Francia chuyển về phía đông. Đến năm 800, Charlemagne được thụ phong Hoàng đế tại nhà thời Saint-Pierre ở Roma. Lễ thụ phong do Giáo hoàng Léon III (795-816) thực hiện ngày 25/12, vương quốc Francia được mở rộng bao gồm cả Pháp, Hà Lan, Bỉ, Luxemburg, một phần nhỏ miền bắc Tây Ban Nha, phần lớn nước Đức và Anh, miền bắc nước Ý ngày nay, lấy tên là Đế quốc Phương Tây.
Triều đại Carolingian được xây dựng dựa trên liên minh giữa hoàng đế và giáo hội. Ngai vàng của hoàng đế được kế tục cha truyền con nối với sự bảo vệ trung thành của đội quân hiệp sĩ. Giáo hoàng của nhà thờ La Mã là người bảo chứng cho quyền lực của hoàng đế thông qua việc tổ chức lễ thụ phong. Charlemagne và con trai ông là Luis I (trị vì từ 814 – 840) đã thiết lập quyền lực của mình trên Đế quốc, bổ nhiệm, phân chia đất đai cho các quý tộc và buộc họ phải trung thành với mình. Tuy nhiên, quốc gia này chỉ tồn tại trong 1 thế kỉ.
Sau khi Luis I qua đời, chiến tranh đã xảy ra nhằm tranh giành Đế quốc mà ông để lại. Sau 3 năm hỗn loạn, Hiệp ước Verdun ra đời lập lại hoà bình và phân chia Đế quốc Phương Tây cho những người con trai của Luis I. Luis le Germanique (Luis người German) nhận phần lãnh thổ phía Đông sông Rhine bao gồm lãnh thổ Đức và Áo ngày nay, gọi là Francia Phương Đông. Charles le Chauve nhận phần phía tây sau này trở thành nước Pháp, gọi là Francia phương Tây. Cuối cùng là Lothaire nhận phần giữa bao gồm một phần nước Đức hiện nay, từ Frise đến Roma, kế vị danh hiệu Hoàng đế Phương Tây. Lúc này, bên cạnh sự chia rẽ về yếu tố địa lý và chính trị, cả văn hóa và ngôn ngữ cũng bị phân lập. Những cư dân ở Francia phương Đông vẫn nói tiếng Đức, trong khi ở Francia phương Tây, do ảnh hưởng của ngôn ngữ La Tinh, ngôn ngữ đã phát triển thành tiếng Pháp cổ. Bởi những khác biệt này, hiệp ước Verdun đã được viết bằng 2 thứ tiếng.
Sau khi tách khỏi Đế quốc Phương Tây, Francia phương Đông cũng bị suy yếu do sự lớn mạnh của giới quý tộc địa phương, những người vẫn coi tộc Frank là ngoại tộc. Đó là các lãnh chúa xứ Franconia, Saxony, Bavaria, Swabia và Lorraine. Nước Đức bắt đầu thời kì phân lập, các lãnh chúa chỉ quan tâm tới lợi ích của họ mà không hề đoái hoài tới quyền lực của Hoàng đế cũng như lợi ích của cả vương quốc. Họ đã mạnh mẽ hơn. Chính vì thế, mặc dù hoàng đế Arnulf de Carinthie (lên ngôi năm 888) được Giáo hoàng Formose tôn phong làm Hoàng đế Phương Tây năm 896, nhưng sau cái chết của ông, Đế quốc Phương Tây đã sụp đổ. Các quý tộc Francia phương Đông đã mệt mỏi khi phải chịu đựng sự thống trị của một vị vua nước ngoài, họ đã bầu một người Đức trở thành vua của họ năm 911. Người được chọn là Conrad I, công tước xứ Franconia. Sự kiện này được các nhà sử học coi là cột mốc bắt đầu của lịch sử nước Đức. Kể từ đây, những vị vua của họ không buộc phải có huyết thống với vị vua trước mà trên danh nghĩa là do giới quý tộc lựa chọn. Năm 919, Conrad I qua đời, người kế vị ông là Henry I (Henry thợ bẫy chim) (trị vì từ 919 – 936), là công tước xứ Saxony. Ông đã lập ra triều đại Saxon kéo dài đến năm 1024.